# Воздушный извозчик
«Воздушный извозчик» — художественный фильм, поставленный режиссёром Гербертом Раппапортом по сценарию Евгения Петрова и снятый в Алма-Ате в 1943 году.

## Сюжет
1940 год. Уже немолодой пилот «Аэрофлота», КВС ПС-84 Иван Баранов влюбляется в начинающую оперную певицу Наташу Куликову, познакомившись с ней во время вынужденной посадки своего самолёта. Мать Наташи против брака, считая, что лучшим мужем для её дочери будет коллега по театру — молодой, но уже известный певец Светловидов, будущий лауреат. Однако влюблённые уверены, что созданы друг для друга и будут счастливы вместе. Но начинается война, Баранов требует перевода в лётчики-истребители, но получает отказ.
Баранов с горечью рассуждает о том, что ему по-прежнему предстоит выполнять обязанности «воздушного извозчика», пока более молодые его товарищи дерутся с врагом. В день дебюта Наташи на подмостках Московского оперного театра он получает задание вылететь в тыл врага для выполнения важного поручения по доставке боеприпасов в тыл к немцам и эвакуации раненых. На обратном пути Баранов вступает в бой с фашистскими самолётами и сбивает один из них.
Возвращаясь с задания, Баранов теряет ориентацию в тумане. Самолёт приближается к Москве. Спасает лётчика голос любимой по радио.

## В ролях
- Михаил Жаров —  Иван Баранов, лётчик
- Людмила Целиковская —  Наташа Куликова, актриса
- Борис Блинов —  Сергеев, полковник
- Григорий Шпигель —  Ананий Светловидов, актёр  (вокальную партию озвучивал Арнольд Азрикан, нет в титрах)
- Владимир Грибков —  Куликов, отец Наташи
- Татьяна Говоркова —  Матильда Куликова, мать Наташи
- Константин Сорокин —  Задунайский
- Людмила Шабалина —  Маруся, стюардесса
- Михаил Кузнецов —  Коля, лётчик
- Владимир Шишкин —  Толя, лётчик
- Георгий Светлани —  Сеня, флейтист (нет в титрах)
- Георгий Гумилевский —  дежурный на аэродроме (нет в титрах)
- Александра Данилова —  жена лётчика (нет в титрах)
- Фёдор Курихин —  фотограф (нет в титрах)
- Елизавета Кузюрина —  поклонница Светловидова (нет в титрах)
- Нина Петропавловская —  поклонница Светловидова (нет в титрах)
- Манефа Соболевская —  поклонница Светловидова (нет в титрах)
- Галина Фролова —  поклонница Светловидова (нет в титрах)

## Критика
В 1943 году в газете «Правда» было написано: «Фильм этот явно неудачен. Его герои не стремятся к какой-либо высокой цели».
Руководитель советской кинематографии И. Г. Большаков утверждал, что фильм страдал фальшью и надуманностью. Он писал: «Этот любовный сюжет сдобрен интригой мамаши возлюбленной и псевдопсихологическими переживаниями героев. В фильм были искусственно вплетены фронтовые эпизоды».
Кинокритик Ростислав Юренев написал, что режиссёр «решил фильм в светлых, жизнерадостных тонах». При этом писал: «Конечно, сценарий „Воздушный извозчик“ далеко уступал другим произведениям Петрова … Но, к сожалению, при постановке … исчезли правдивые детали, осталась пошловатая схема».
Киновед Александр Фёдоров указывал: «Время расставило всё по местам, многие из тех фильмов, которые превозносились Министром кинематографии СССР И. Большаковым, давно позабыты массовой аудиторией, а „Воздушный извозчик“ … продолжают смотреть зрители самых разных возрастов».